# Вулиця Сергія Миронова
Ву́лиця Сергíя Мирóнова — вулиця в Печерському районі міста Києва, місцевість Бусове поле.
Пролягає від Військового проїзду до вулиці Андрія Верхогляда.

## Історія
Вулиця виникла у 2-й половині 1950-х років як Нова. З 1958 року вулиця мала назву Салтикова-Щедріна на честь російського письменника Михайла Салтикова-Щедріна .
Близько 2009 року вулиця продовжена на північ на місці зруйнованого військового містечка для будівництва Новопечерських Липок, в 2014 оформлена проїзна частина і тротуари всередині комплексу, що з'єднали з вулицею Андрія Верхогляда.
Сучасна назва на честь українського письменника, історика, військового ЗСУ Сергія Миронова — з 2024 року.

## Забудова

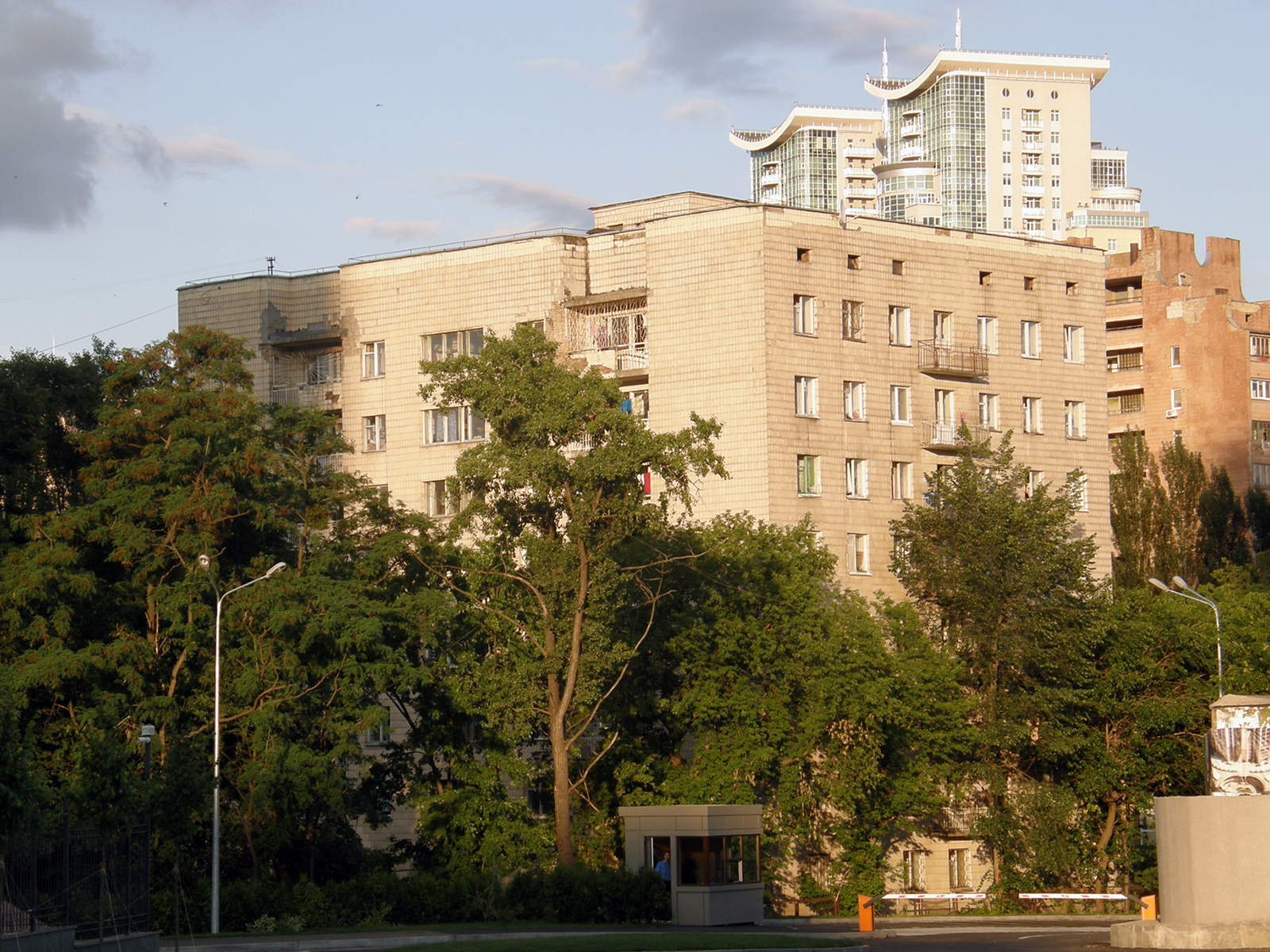
Гуртожиток академії декоративно-прикладного мистецтва і дизайну імені Бойчука (має адресу вул. Бойчука, 32)

Всі будинки вздовж вулиці мають адреси по сусіднім вулицям. Із громадських будівель уздовж вулиці розташовані Новопечерська школа і дитячий садок «LeapKids» у мікрорайоні Новопечерські Липки.